# 제니퍼 하워드

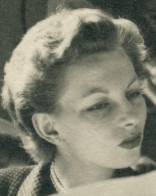

제니퍼 하워드(Jennifer Howard, 1925년 3월 23일 ~ 1993년 12월 14일)는 미국의 배우이다. 본명은 클레어 제너스 하워드(Clare Jenness Howard)이고, 뉴욕에서 태어났으며 로스앤젤레스에서 사망하였다. 사인은 폐암이다.

## 출연 작품
- 플라잉 킬러 (1982년)
- 더 채프먼 리포트 (1962)
- 페이튼 플레이스 2 (1961년)

### 텔레비전
- 페리 메이슨 (1957년)